# Ouragan Juan (1985)
Pour les articles homonymes, voir Ouragan Juan pour l'ouragan plus célèbre de 2003.
L’ouragan Juan est un cyclone tropical qui s'est formé près de la côte de la Louisiane en octobre 1985 et a donné des pluies torrentielles le long de la côte du golfe du Mexique. Il fut le système plus coûteux de la saison 1985 et parmi les plus coûteux de l'histoire américaine. Juan est l'un trois systèmes tropicaux à avoir affecté la Louisiane cette année-là après Danny et Elena. Malgré ses effets, cet ouragan de 1985 ne mena pas au retrait du nom « Juan » des listes futures sans qu'on en sache la raison. Le nom fut cependant retiré en 2003 après le passage dévastateur d'un nouvel ouragan Juan sur la Nouvelle-Écosse (Canada).

## Évolution météorologique
Une dépression d’altitude a rencontré une onde tropicale au-dessus du centre du golfe du Mexique pour y développer un creux barométrique de surface le 24 octobre 1985. La couverture nuageuse a augmenté rapidement et les orages se sont intensifiés, transformant rapidement le système en dépression tropicale le 26 octobre. La circulation d’un anticyclone dans son quadrant nord-est la fit ensuite se déplacer vers l’ouest, la dépression se changeant en tempête tropicale plus tard ce jour-là et prenant le nom de Juan,.
Durant la plupart de la vie de Juan, il demeura assez désorganisé et ressembla plus à un cyclone subtropical qu’à un vrai système tropical, ses vents les plus forts se retrouvant généralement loin de son centre,. Cependant, un creux d’altitude passant dans le secteur fit changer sa trajectoire vers le nord le 27 octobre et il s’organisa mieux pour devenir un ouragan de catégorie 1, selon l’échelle de Saffir-Simpson, le même jour,. Ses vents atteignirent 140 km/h tôt le matin du 28 octobre selon un rapport d'avion.
Tombant ensuite sous l’influence d’un dépression d’altitude par la suite, Juan décrivit un boucle anti-horaire au large de la côte de la Louisiane, puis frappa de Morgan City (Louisiane) le matin du 29 octobre,. Toujours sous la dépression, l’ouragan amorça une nouvelle boucle vers le sud-est, faiblit au niveau d’une tempête tropicale en passant sur terre et retourna dans le golfe du Mexique le 30 octobre près de Vermilion Bay.
Juan longea ensuite la côte louisianaise vers l’est tout en reprenant de la vigueur sur les eaux chaudes. Ses vents furent notés à 110 km/h juste avant de toucher à nouveau la côte près de la frontière de l’Alabama et de la Floride le 31 octobre en mi-journée,. Une fois entré dans les terres, Juan faiblit rapidement et devint un cyclone extropical le 1er novembre en passant sur le Tennessee.
Les restes de Juan accélérèrent vers le nord ensuite en se dirigeant vers le Canada qu’ils atteignirent le 3 novembre. Une dépression froide se forma derrière Juan sur la Virginie et la Virginie-Occidentale, ce qui augmenta les quantités de pluie dans ces États et y donna des inondations records.

## Impacts
L’ouragan Juan causa pour 1,5 milliard $US (de 1985) en dommages, soit 3 milliards $US de 2008, et vingt-quatre pertes de vie directement. La plupart des pertes matérielles résultèrent de la destruction des cultures. Il s’agissait à l’époque du huitième ouragans le plus coûteux mais il se retrouvait en 2005 au quatorzième rang. Il est cependant certainement le plus coûteux des ouragans dont le nom n’a pas été retiré.
Les restes de Juan et les pluies de la dépression froide qui les suivirent causèrent des pertes additionnelles de 1,3 milliard $US sur les États du milieu de la côte atlantique aux États-Unis, ainsi que 50 morts.

### Golfe du Mexique
Au début de sa vie, Juan généra des vagues de 7,5 à 10,5 mètres sur le golfe du Mexique ce qui endommagea plusieurs plateformes pétrolières et en retourna deux. Ses vents violents rendirent l’évacuation des installations très périlleuse et neuf personnes perdirent la vie. L’industrie pétrolière perdit de fortes sommes en pertes de production et en matériel.

### Côte du golfe

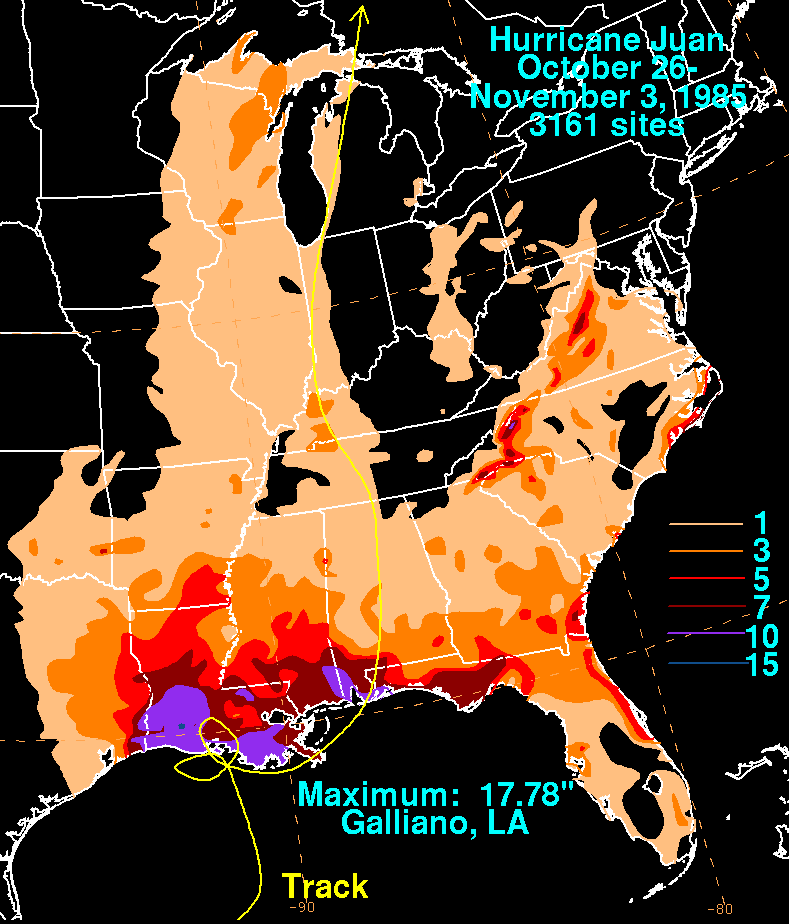
Accumulations de pluie avec Juan

Comme l’ouragan Juan fit une double boucle le long de la côte du golfe du Mexique, les pluies diluvienne durèrent longtemps du Texas à l’Alabama. On nota 220 mm à Deweyville (Texas), jusqu’à plus de 254 mm le long de la côte de la Louisiane, 302 mm à Mobile (Alabama) et on enregistra le plus grand total de 452 mm à Galliano (Louisiane). L’onde de tempête fut moyenne, avec un maximum de 2,5 mètres sur la portion sud de la Louisiane. Cependant, la marée se retira quand le système retourna à la mer durant sa seconde boucle. Quelques faibles tornades ont été signalées sur la bordure externes de Juan, causant peu de dommages.
Les inondations côtières furent importantes et causèrent de forts dégâts aux récoltes et de nombreuses pertes de bétail. Des milliers de maisons ont été envahies par les flots et/ou détruites entre le Texas et la Floride mais surtout autour du lac Pontchartrain. Deux personnes se sont noyées dans ces inondations en Louisiane et une autre est morte en mer au large du Texas. La FEMA rapporta 1 357 blessés, généralement mineurs.

### Région des Appalaches
Après le passage de Juan, l’humidité tropicale qu’il a laissé fut reprise par une dépression en occlusion sur les Appalaches et la vallée du Tennessee. Grâce au soulèvement orographique, l’intensité de la pluie fut augmentée et des quantités importantes tombèrent sur les États du milieu de la côte Est américaine. Plusieurs endroits enregistrèrent des records en Virginie-Occidentale, Virginie, au Maryland et en Pennsylvanie.
Les inondations furent les pires jamais enregistrées en Virginie-Occidentale, alors que les régions la Cheat River et de la branche sud du Potomac furent les plus touchées. Trente-huit personnes perdirent la vie et les pertes de chiffrèrent à 578 millions $US dans cet État. Les 4 et 5 novembre, des crues subites firent déborder la plupart des rivières de Virginie, incluant le Roanoke qui atteignit un niveau de plus de 7 mètres au-dessus de ses rives. On déplora douze morts dans ces inondations et 800 millions $US en dommages.

### Source
- (en) Cet article est partiellement ou en totalité issu de l’article de Wikipédia en anglais intitulé « Hurricane Juan (1985) » (voir la liste des auteurs).